# Высокогорский сельсовет (Красноярский край)
Высокогорский сельсовет — сельское поселение в Енисейском районе Красноярского края.
Административный центр — посёлок Высокогорский.

## Население
| 2010 | 2012  | 2013 | 2014 | 2015 | 2016 | 2017 |
| ---- | ----- | ---- | ---- | ---- | ---- | ---- |
| 1086 | ↘1036 | ↘984 | ↘983 | ↗988 | ↘966 | ↘948 |

## Состав сельского поселения
В состав сельского поселения входит один населённый пункт — посёлок Высокогорский.

## Местное самоуправление
Высокогорский сельский Совет депутатов
Дата избрания: март 2010 года. Срок полномочий: 5 лет
Глава муниципального образования
Глава Высокогорского сельсовета
- Лаврова Татьяна Николаевна. Дата избрания: 26 июля 2015 года. Срок полномочий: 5 лет